# Gmach Admiralicji (Petersburg)

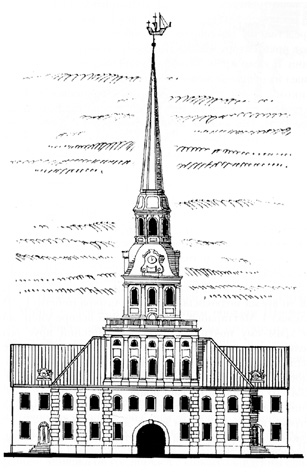
Wieża Admiralicji. Grafika nieznanego autora

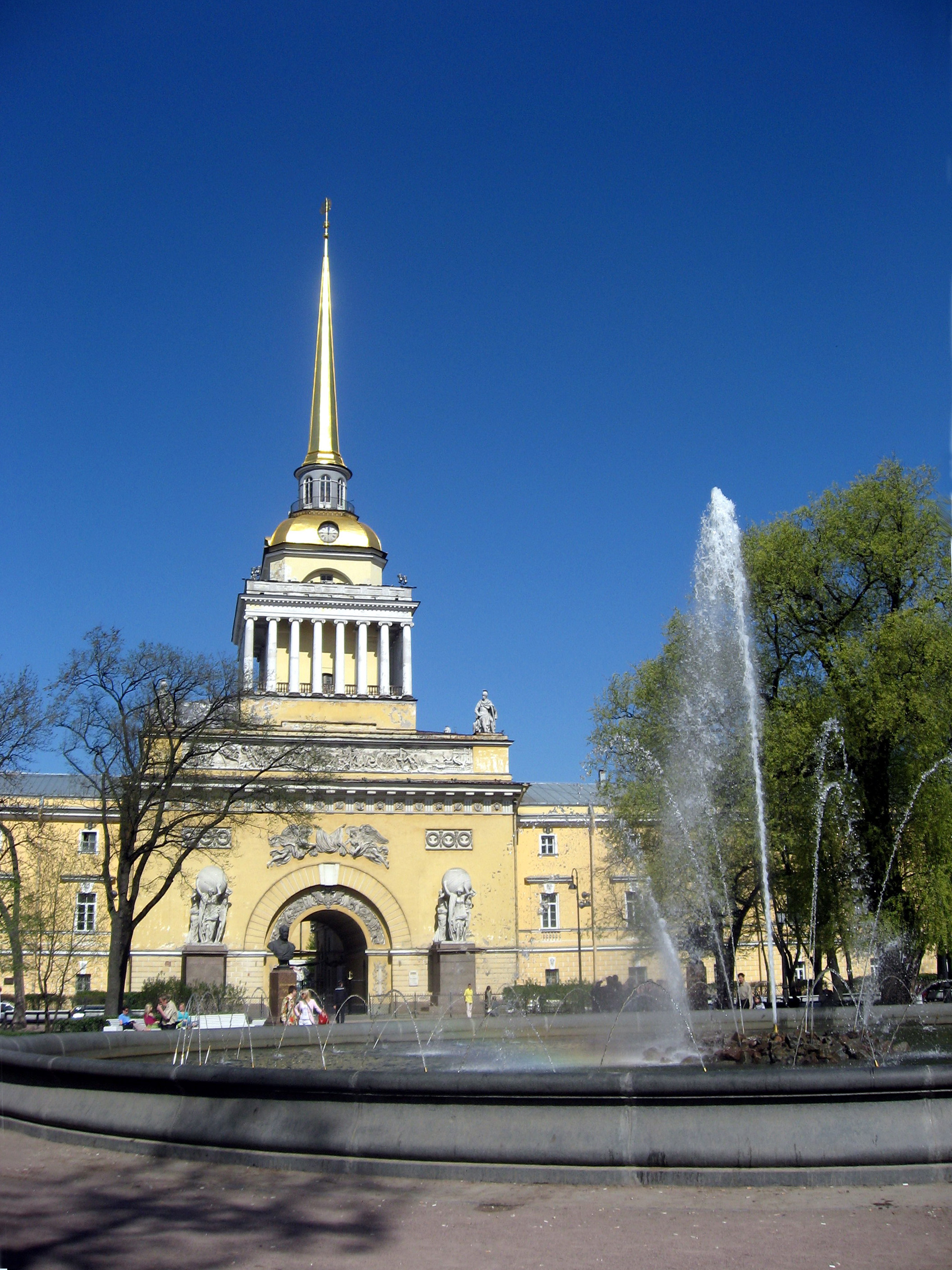
Budynek Admiralicji

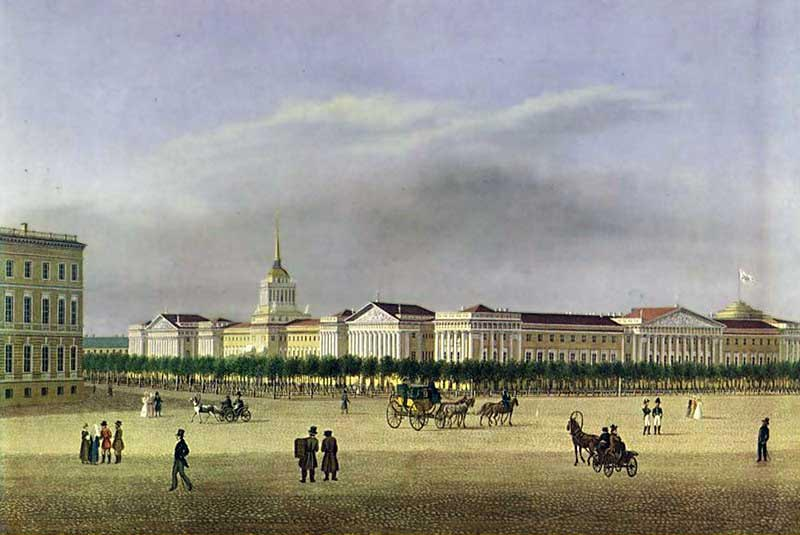
Admiralicja ok. 1810, litografia Bartha

Gmach Admiralicji (ros. Адмиралтейство) – zespół budynków admiralicji w Petersburgu, położony nad brzegiem rzeki Newy, przy Nabrzeżu Admiralicji. Stanowi jeden z najwybitniejszych zabytków stylu rosyjskiego Empire w architekturze Sankt Petersburga. Gmach dowództwa floty rosyjskiej. Wznoszony pierwotnie jako stocznia, stał się jednym z najbardziej reprezentacyjnych budynków dawnej stolicy Rosji. 
Budowę stoczni rozpoczęto 5 listopada 1704 za panowania cara Piotra I. Ze względu na funkcję militarną stoczni została ona w roku 1706 zaopatrzona w fortyfikacje – wały ziemne i pięć bastionów. 29 kwietnia 1706 odbyło się pierwsze wodowanie statku. W roku 1715 stocznia zatrudniała 10 tysięcy robotników. Ówczesny parterowy budynek był wzniesiony na planie podkowy otwartej w stronę rzeki Newy. W budynku mieściły się magazyny, warsztaty, kuźnie i pomieszczenia administracji.
W roku 1719 nad bramą stoczni umieszczono iglicę z modelem żaglowca, w pozłacanej kuli poniżej żaglowca ukryto złote monety z czasów założenia Sankt Petersburga.
W latach 1732–1738 wzniesiono istniejący obecnie budynek wieży nadbramnej z iglicą według projektu Iwana Kuźmicza Korobowa oraz otaczające budynki. 
Od lat czterdziestych XVIII wieku okolica Admiralicji pozostawała nie zabudowana, służyła za pastwisko i miejsce jarmarków. Dopiero w końcu XVIII wieku, za panowania Katarzyny II zabudowano południową część terenu.
Na początku XIX wieku budynek Admiralicji z wieżą stanowiącą zamknięcie osi widokowych ulic: Gorochowej, Newskiego Prospektu i Prospektu Wozniesieńskiego wymagał modernizacji. W latach 1806–1823 architekt Andrejan Dmitriewicz Zacharow przebudował obiekt w monumentalnym, surowym stylu rosyjskiego empire. Usunięto fortyfikacje i urządzenia stoczni, pozostawiając tylko wieżę-bramę z iglicą. Pozłacaną iglicę zwieńczono na wysokości 72 metrów modelem żaglowca o wymiarach - długość 192cm, wysokość 150cm, waga 65kg. W roku 1886 model żaglowca zastąpiono kopią, a oryginał przekazano do Muzeum Marynarki Wojennej. Sylwetka tego żaglowca jest jednym z nieformalnych symboli miasta.
Zacharow stworzył nowy, monumentalny budynek o długości 407 metrów, mający pomieścić władze Admiralicji. Pośrodku, na przecięciu osi trzech ulic, pozostawił wieżę z iglicą.  
Monumentalność budynku Admiralicji podkreślają potężne rzeźby dłuta Stepana Stepanowicza Pimienowa, Wasyla Iwanowicza Demut-Malinowskiego oraz A. Anisimowa.
Po obu stronach łuku znalazły się rzeźby nimf niosących globusy, dłuta Fieodosija Fiodorowicza Szczedrina. Nad łukiem umieszczono alegoryczną płaskorzeźbę przedstawiającą budowę floty w Rosji.
W 1941 w ramach kamuflowania obiektów publicznych przed oblężeniem Leningradu złota iglica Admiralicji została przemalowana przez grupę alpinistów amatorów na szaro.

## Przypisy

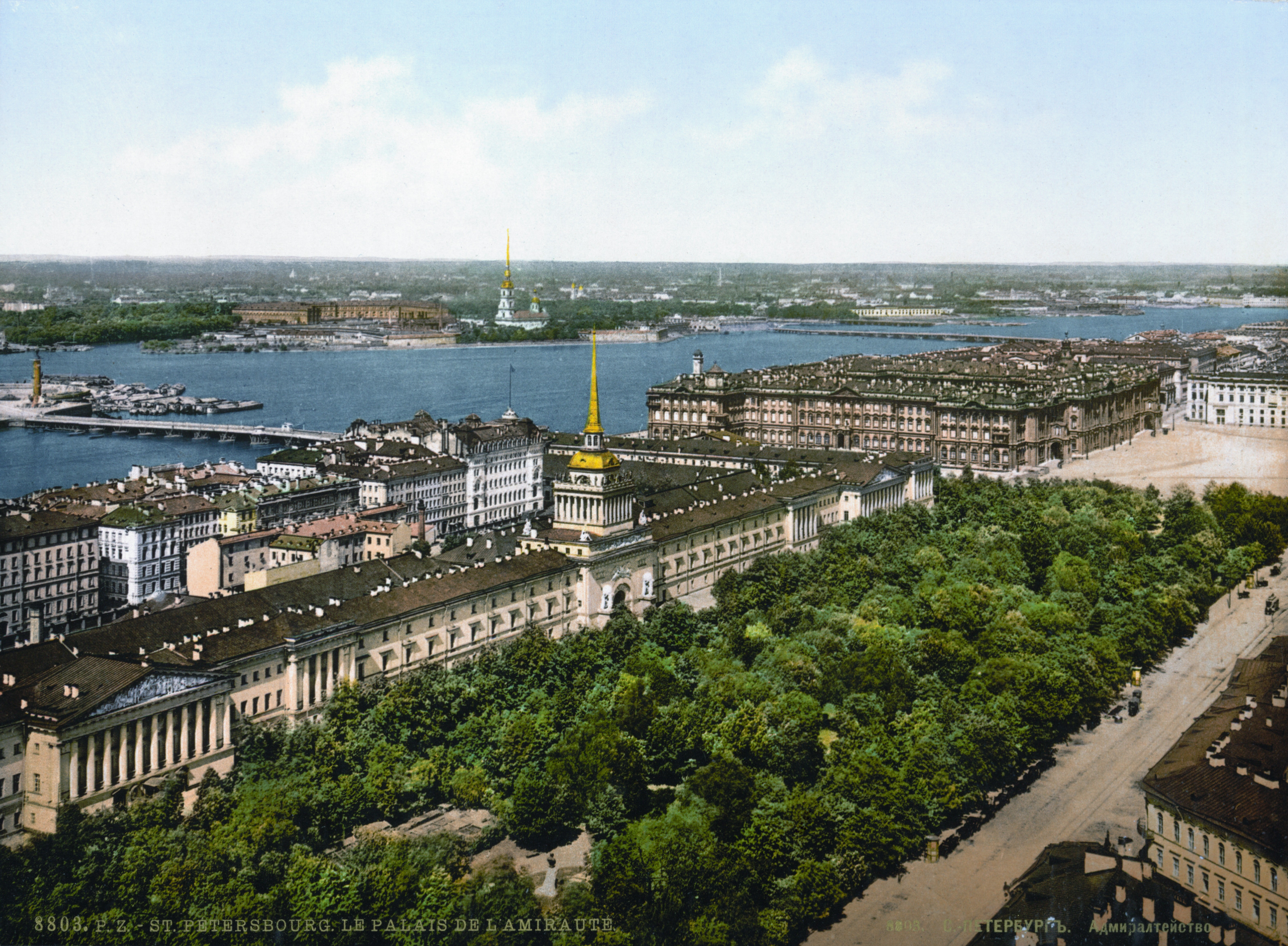
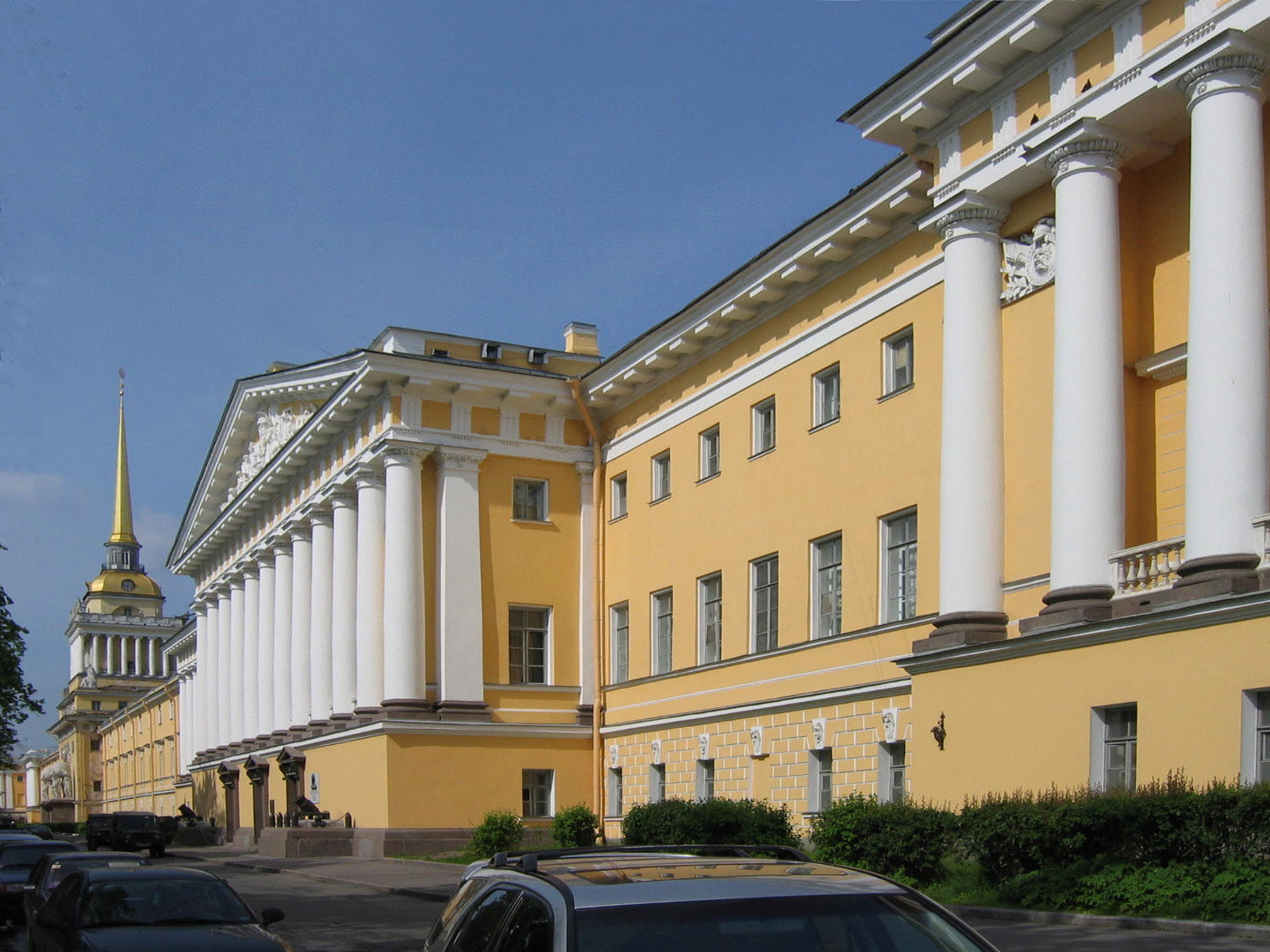
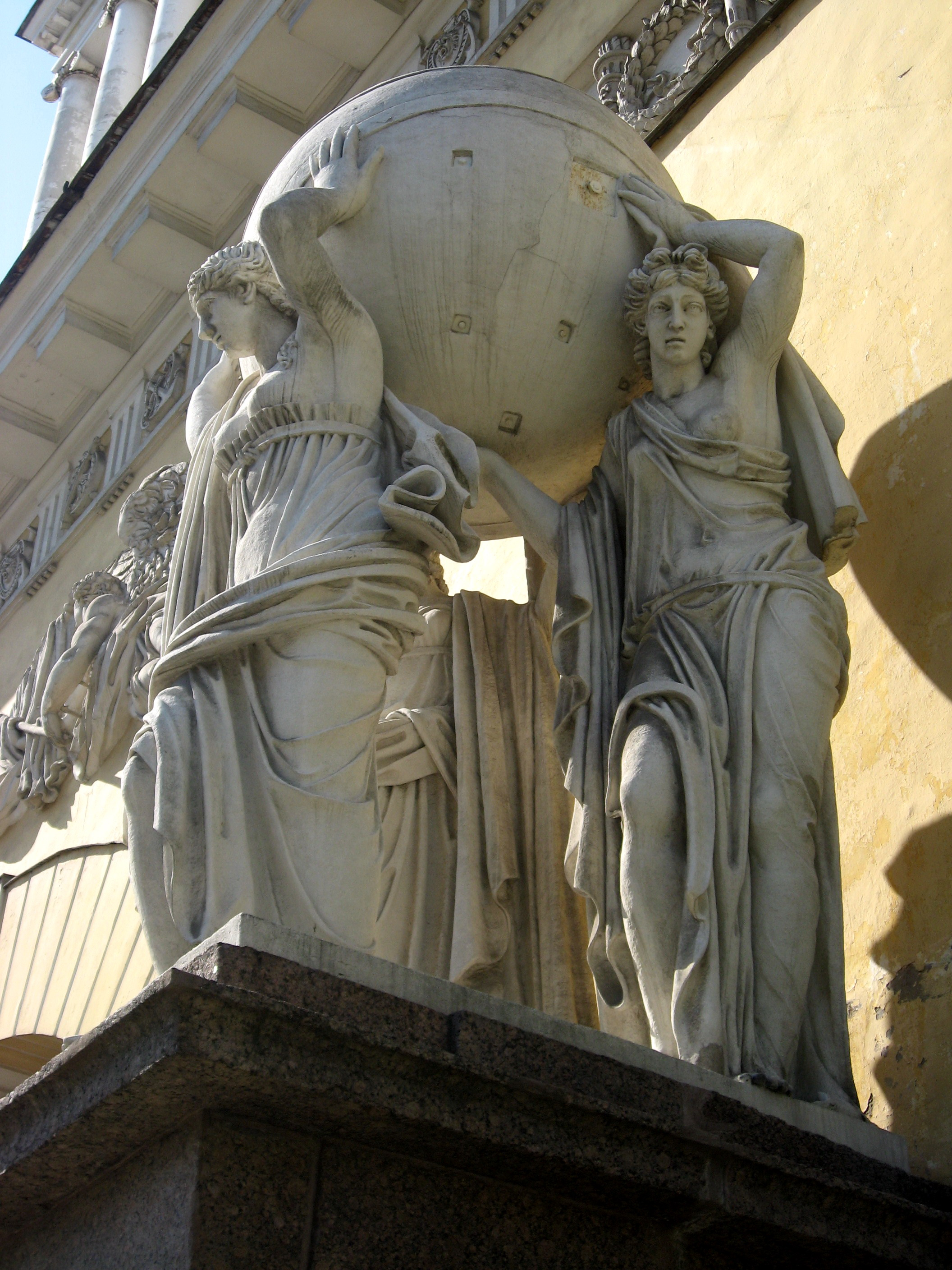
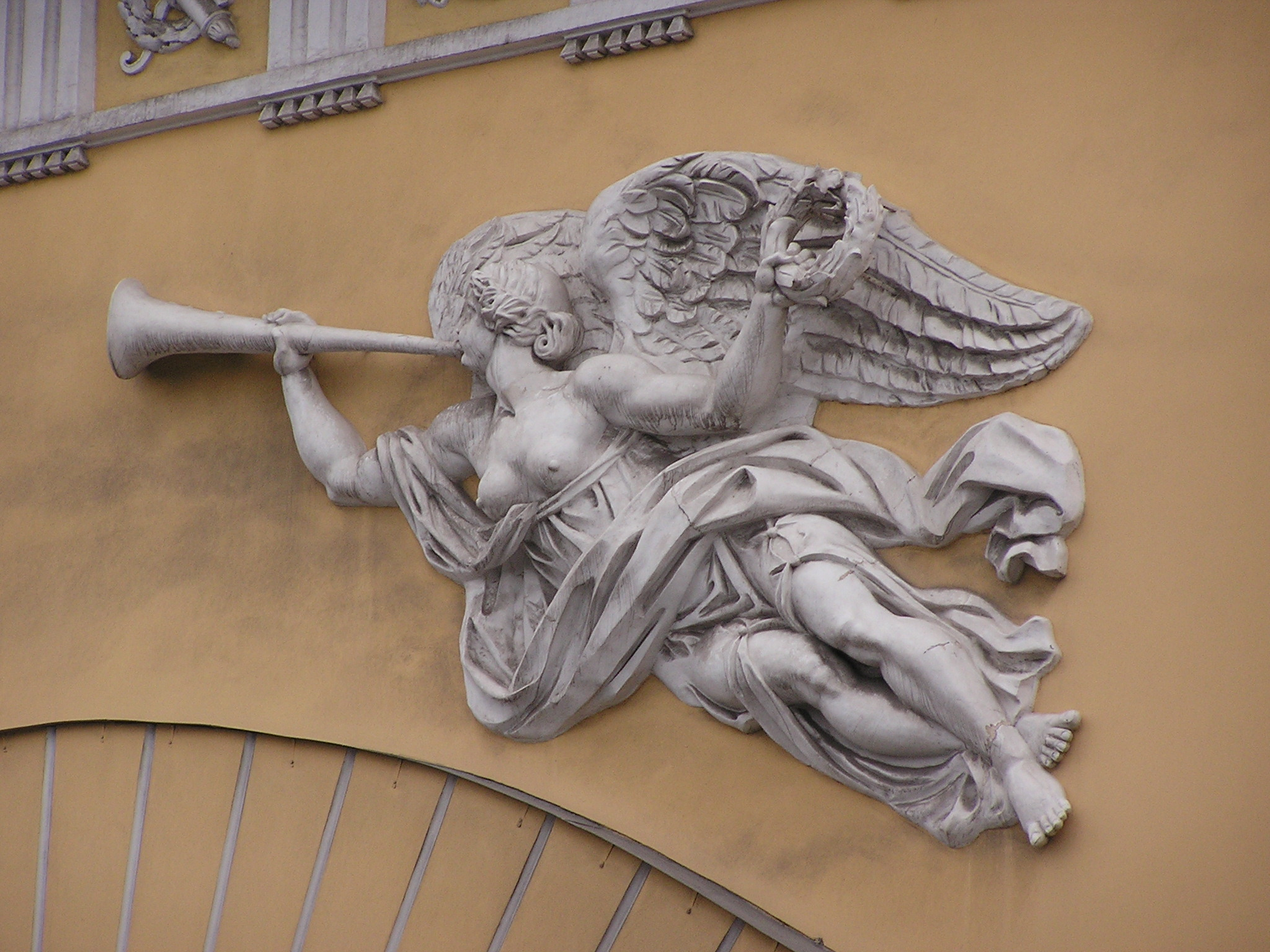